# Marián Gálik
Marián Gálik ou Jozef Marián Gálik, né le 21 février 1933 à Igram et mort le 27 septembre 2024, est un sinologue slovaque. Il est aussi un comparatiste, théoricien de la littérature et traducteur.

## Biographie
Galik est né à Igram, un village situé entre Bratislava et Trnava, dans l'ouest de la Slovaquie. Étudiant de Jaroslav Průšek (cs), il apprend la sinologie et l'histoire de l'Extrême-Orient de 1953 à 1958 à la Faculté de philosophie de l'Université Charles de Prague.
Il poursuit ses études à Pékin à l'Université de Pékin en tant qu'étudiant de troisième cycle de 1958 à 1960.
Depuis 1960, il travaille à l'Académie slovaque des sciences[réf. nécessaire]. 
Depuis 1989, il collabore avec l’Université pédagogique de la Chine orientale à Shanghai[réf. nécessaire].

## Publications
- Jieke he Siluofake hanxue yanjiu (Štúdie o českej a slovenskej sinológii), Pékin : Xueyuan chubanshe, 2009, 250 p. -  (ISBN 978-7-5077-3363-1).
- Zhongxi wenxue guanxi de lichengbei (1898-1979) (Milestones in Sino-Western Literary Confrontation, 1898-1979), Peking University Press, 2008. 266 p. -  (ISBN 978-7-301-01024-2).
- avec T. Štefanovičová et R. Škultéty (éd.), Trade, Journeys, Inter- and Intracultural Communication in East and West (up to 1250), Bratislava: Institute of Oriental and African Studies, 2006, 316 p. -  (ISBN 978-80-89058-24-2)
- (éd.), Decadence (Fin de siècle) in Sino-Western Literary Confrontation, Institute of Oriental Studies, Bratislava, 2005, 151 p. -  (ISBN 80-89058-17-5)
- Influence, Translation, and Parallels. Selected Studies on the Bible in China, Sankt Augustin: Monumenta Serica Institute, 2004, 351 p. -  (ISBN 3-8050-0489-3)
- Milestones in Sino-Western Literary Confrontation (1898-1979), Wiesbaden: Harrassowitz Verlag, 1986, 347 p. -  (ISBN 3-447-02574-3)
- (éd.), Proceedings of the Fourth International Conference on the Theoretical Problems of Asian and African Literatures, Bratislava: Literary Institute of the Slovak Academy of Sciences, 1983, 446 s.
- Genesis of Modern Chinese Literary Criticism 1917 – 1930. London: Curzon Press Ltd. 1980, 376 p. -  (ISBN 7-80050-910-9)
- Mao Tun and Modern Chinese Literary Criticism, Wiesbaden: Franz Steiner Verlag, 1969, 185 p.